# Alhidáda

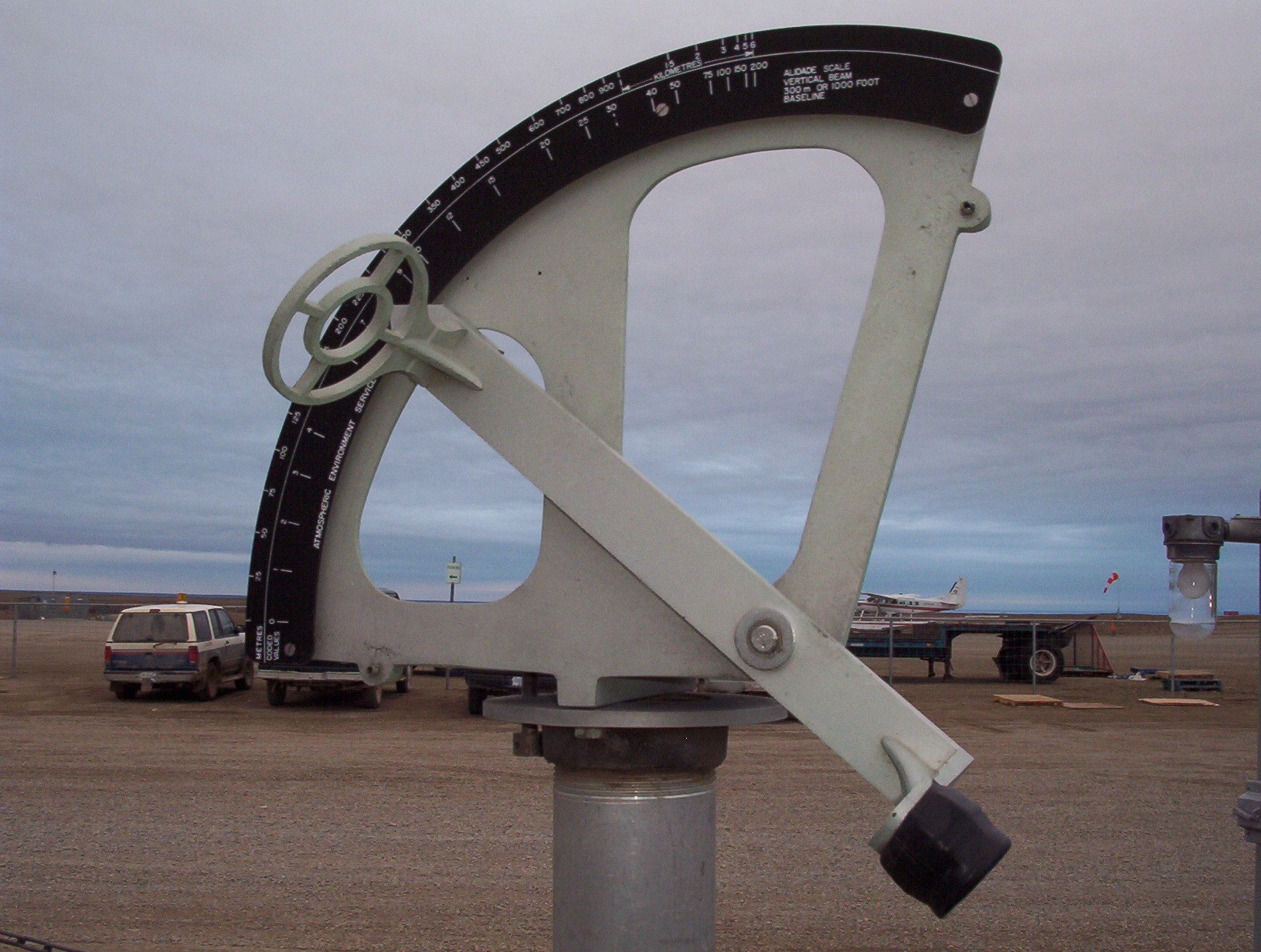
Alhidáda přístroje na optické měření výšky oblaků

Alhidáda (z arabského al-idhádah, pravítko) je otočná součást úhloměrných a nivelačních přístrojů, opatřená odečítacím, zaměřovacím a urovnávacím zařízením, popřípadě doplněna svislým kruhem nebo busolou.

## Popis

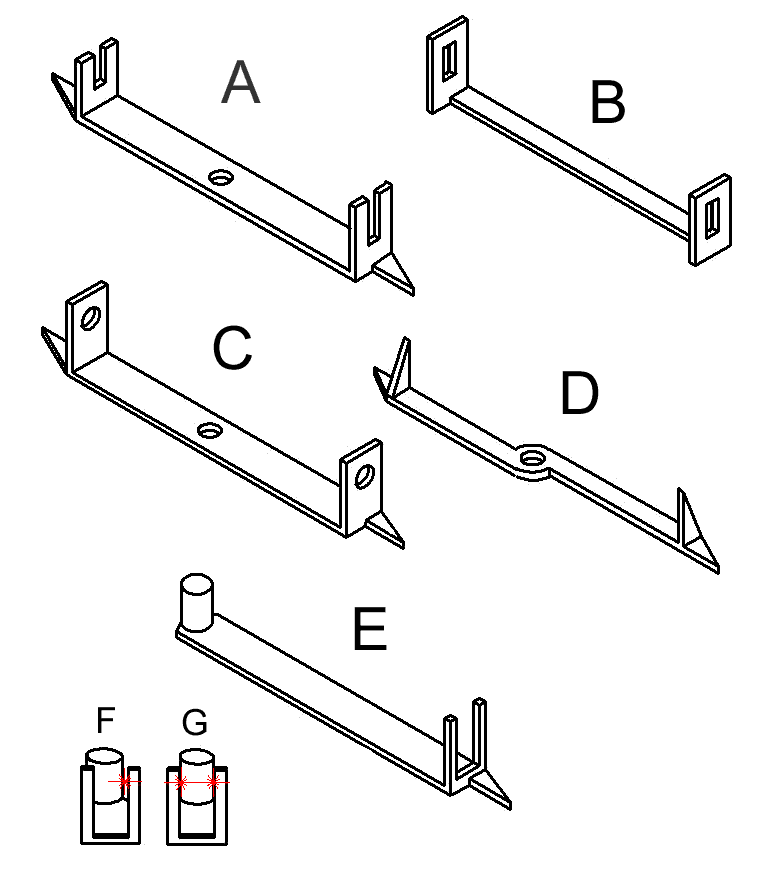
Různé alhidády jaké bývaly součástí astrolábů

Na starších a jednodušších astronomických přístrojích, jako je astroláb, je to otočné pravítko s průzory, které umožňuje na kruhovém segmentu se stupnicí odečítat úhlové hodnoty. Může sloužit k měření odchylky od svislého nebo vodorovného směru, anebo k měření úhlového rozdílu azimutů různých bodů. Na novějších přístrojích je pravítko nahrazeno zaměřovacím dalekohledem a u teodolitů se název alhidáda přenesl na celou otočnou část přístroje.